# Álvaro Cepeda Samudio
Álvaro Cepeda Samudio (Barranquilla, 30 de marzo de 1926-Nueva York, 12 de octubre de 1972) fue un escritor y periodista colombiano.
A los dieciocho años empezó a escribir una columna en El Heraldo desde la que trataba temas políticos y sociales. Desde 1947, y de forma intermitente, escribió para El Nacional; en 1950 fue colaborador de The Sporting News; ese mismo año volvió a escribir una columna para El Heraldo que llamó Brújula de la cultura. Junto con Gabriel García Márquez, Germán Vargas y Alfonso Fuenmayor publicó Crónica, revista literaria y deportiva que apareció de 1950 a 1952. Fue editor del Diario del Caribe de 1961 a 1972.
Como escritor, Cepeda Samudio es visto como uno de los grandes transformadores de la literatura colombiana en el siglo XX, alejándola del costumbrismo e imprimiéndole un estilo original, urbano y profundamente Caribe. Se destacan su libro de cuentos Todos estábamos a la espera y la novela La casa grande. Fue integrante del Grupo de Barranquilla, y es considerado por la crítica como uno de los padres del boom latinoamericano.

## Biografía
Sus padres fueron Luciano Cepeda y Roca, hijo de Abel Cepeda Vidal, alcalde de Barranquilla en dos oportunidades, secretario de Educación y senador, y Sara Samudio, quien formaba parte de una familia acomodada y culta. Fue el único hijo del matrimonio, si bien Luciano Cepeda había tenido dos hijos antes de contraer nupcias. Nació en la calle Bolívar, entre carreras Veinte de Julio y Progreso, y fue bautizado en la iglesia del Rosario, ubicada en el centro de la ciudad, el 17 de abril de 1927.
El matrimonio Cepeda Samudio se separó en 1932, poco después de que Luciano contrajera una enfermedad venérea. Sara se fue con su hijo para la cercana población de Ciénaga, por recomendación de unos amigos que le aseguraron que allí tendría un mejor futuro, y porque a Álvaro, asmático de nacimiento, los médicos le habían recomendado vivir cerca al mar. Al llegar se hospedaron en el Hotel Imperial; en poco tiempo su madre abrió una juguetería y una pensión.
En 1936, tras la muerte de Luciano Cepeda, Sara y Álvaro regresaron a Barranquilla, donde también montaron una pensión. Tres años después ingresó en el Colegio Americano, donde, a pesar de las constantes inasistencias por quebrantos de salud, se destacó como estudiante aventajado. En 1944, su madre se casó por segunda vez con Rafael Bornacelli, un hombre adinerado a quien había conocido en la pensión de Ciénaga. Ese mismo año inició su colaboración con el diario local El Heraldo, donde tuvo una columna en la que trataba temas políticos, la cual tituló Cosas. 
En 1945, uno de los primeros escritos de Cepeda Samudio le acarreó la expulsión del colegio, cuando cursaba tercero de bachillerato. El texto era una diatriba contra varios profesores de la institución, titulada Anotaciones breves sobre los maestros. De inmediato consiguió que lo admitieran en el Colegio de Barranquilla, una institución pública, donde también discutió con los docentes y fue reconocido como alumno brillante.

“La otra porción es la que ha perdido totalmente este sentimiento de sumisión: la que descubre asombrada un tanto que el maestro puede equivocarse y que no está de acuerdo con muchas de las cosas que el librito de turno dice: este es el escaso grupo de alumnos que no puede tolerar que para educarlos se siga empleando el mismo método disciplinario: anhelan que se les trate 'como a hombres', que se examinen y se tomen en cuenta sus puntos de vista.”
Anotaciones breves sobre los maestros (fragmento).

En 1946 regresó al Colegio Americano y fundó un grupo literario junto a varios amigos. Publicaban un periódico juvenil llamado Ensayos, cuyos textos le valieron que Julián Devis Echandía, director de El Nacional, lo animara a escribir en ese periódico. El grupo también invitó a la ciudad al intelectual español Baltasar Miró, exiliado por la dictadura franquista, a dar una conferencia sobre literatura. Miró se suicidaría en 1947 en Buenos Aires y Cepeda Samudio, para honrar su memoria, escribió una nota en El Nacional. Allí expresó que los intelectuales barranquilleros Germán Vargas y Alfonso Fuenmayor estarían de acuerdo con que la muerte de Miró fue responsabilidad de Francisco Franco. Vargas y Fuenmayor, interesados por la identidad del autor de la nota, fueron a buscarlo a las instalaciones de El Nacional, y se asombraron al descubrir que su autor era un joven que trabajaba por las noches en el diario. Este encuentro sería fundamental en su vida, puesto que de allí surgió una profunda amistad entre ellos, quienes en el futuro, junto a Gabriel García Márquez, integrarían el Grupo de Barranquilla.
En 1948 se graduó de bachiller junto a veinticuatro compañeros. Fue encargado de leer el discurso de su clase, un ensayo que tituló La arquitectura en función de la poesía, pues en ese entonces estaba interesado en estudiar esa carrera.

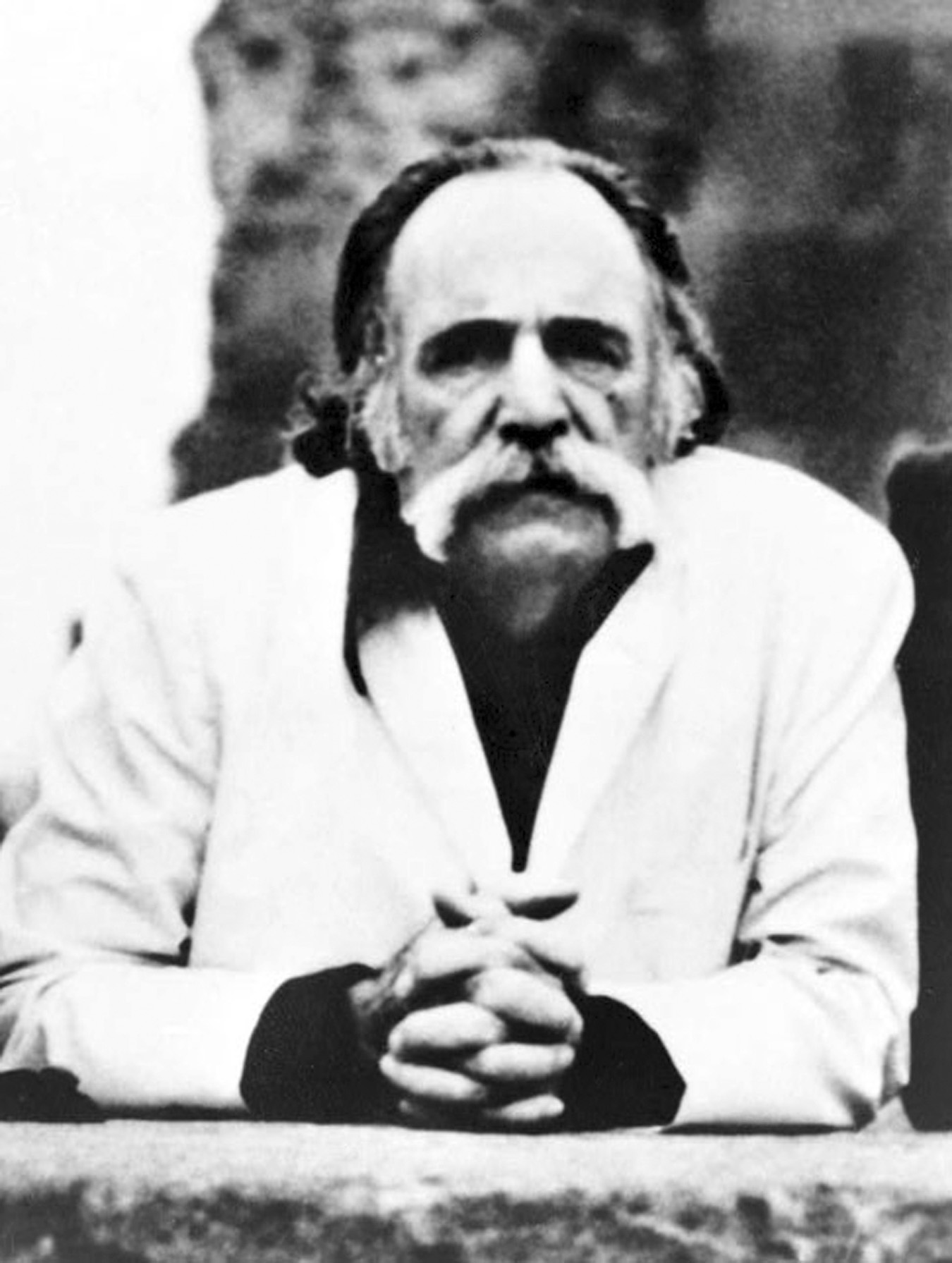
William Saroyan (1970). La obra del escritor estadounidense de ascendencia armenia influyó en la de Cepeda Samudio.

### Estudios
Gracias a una beca otorgada por la Gobernación del Atlántico, Cepeda Samudio viajó el 27 de mayo de 1949 a Estados Unidos, junto a su amigo Enrique Scopell. Tenían como destino Baton Rouge, Luisiana, con el propósito de aprender inglés. En Miami se toparon con dos venezolanas y cambiaron de planes: los cuatro tomaron un avión hacia La Habana, hogar de la abuela de Scopell, y estuvieron allí una semana, que aprovecharon para ver béisbol y boxeo en vivo.
Después viajaron a Ann Arbor y se matricularon en la Universidad de Míchigan. En esa ciudad conoció a Sandra, una estudiante de quince años, de quien se enamoró. Ella lo introdujo en la obra del escritor armenio-estadounidense William Saroyan, cuya influencia fue determinante en su escritura.
En agosto de 1949 viajó a Nueva York, donde ingresó a la Universidad de Columbia para estudiar Periodismo y Literatura. Al igual que en el bachillerato, fue un estudiante destacado, pero poco asiduo a los salones de clase. Frecuentaba con Scopell los bares de Harlem y gastaban el dinero de sus becas en licor, comida y libros. También tomó cursos libres de imprenta, producción y diseño de revistas, ficción moderna y drama.
Su estadía en Nueva York fue fundamental para conocer la vanguardia literaria y periodística norteamericana, que influiría en su trabajo posterior, así como para ensayar sus primeros cuentos. Su trabajo final fue un ensayo sobre la historia de la literatura colombiana. Después viajó a Michigan, para estar cerca de Sandra, y regresó a Barranquilla el 20 de junio de 1950.

### El Grupo de Barranquilla
A los veintiún años, Cepeda Samudio había leído a los españoles José María de Pereda, Gabriel Miró, Azorín, Pío Baroja y Benito Pérez Galdós, varios de ellos pertenecientes a la llamada Generación del 98. Por Colombia, sabía de la obra de Eduardo Caballero Calderón. Luego de entablar amistad con Germán Vargas y Alfonso Fuenmayor conoció a José Félix Fuenmayor, padre de este último, y al catalán Ramón Vinyes, quienes lo animaron a leer autores más recientes como Ernest Hemingway, William Faulkner, Erskine Caldwell, John Dos Passos y John Steinbeck, integrantes de la denominada Generación perdida, así como a Alejandro Casona, Virginia Woolf, James Joyce, Sherwood Anderson y Theodore Dreiser. Esta sugerencia amplió su perspectiva de la literatura.
En septiembre de 1948 conoció a Gabriel García Márquez, quien en ese momento trabajaba en el diario El Universal de Cartagena y se encontraba de visita en Barranquilla.

“Álvaro Cepeda Samudio, en cambio, era antes que nada un chofer alucinado —tanto de automóviles como de las letras—; cuentista de los buenos cuando bien tenía la voluntad de sentarse a escribirlos; crítico magistral de cine, y sin duda el más culto, y promotor de polémicas atrevidas. Parecía un gitano de la Ciénaga Grande, de piel curtida y con una hermosa cabeza de bucles negros y alborotados y unos ojos de loco que no ocultaban su corazón fácil. Su calzado favorito eran unas sandalias de trapo de las más baratas, y llevaba apretado entre los dientes un puro enorme y casi siempre apagado. Había hecho en El Nacional sus primeras letras de periodista y publicado sus primeros cuentos.” Gabriel García Márquez.

Cepeda Samudio, García Márquez, Vargas y Fuenmayor conformaron junto a Alejandro Obregón, Meira Delmar, Orlando Rivera, Julio Mario Santo Domingo, Miguel Camacho Carbonell, entre otros, la segunda generación del Grupo de Barranquilla. Desde 1954 se reunieron en La Cueva, bar de propiedad de Eduardo Vilá, frecuentado tanto por intelectuales como por cazadores y, en general, barranquilleros de todas las clases sociales que discutían sobre una amplia diversidad de temas. El bar fue visitado esporádicamente por Marta Traba, Fernando Botero, Nereo López, Rafael Escalona, Héctor Rojas Herazo, Consuelo Araújo, Enrique Grau, entre otras personalidades.
La Cueva cerró en 1969. De ahí en adelante varios de sus miembros se reunieron en el bar y restaurante La Tiendecita, a pocas cuadras de ahí. En 2002 fue creada la Fundación La Cueva, una entidad privada sin ánimo de lucro que busca preservar la historia cultural de Barranquilla y fomentar nuevos talentos artísticos.

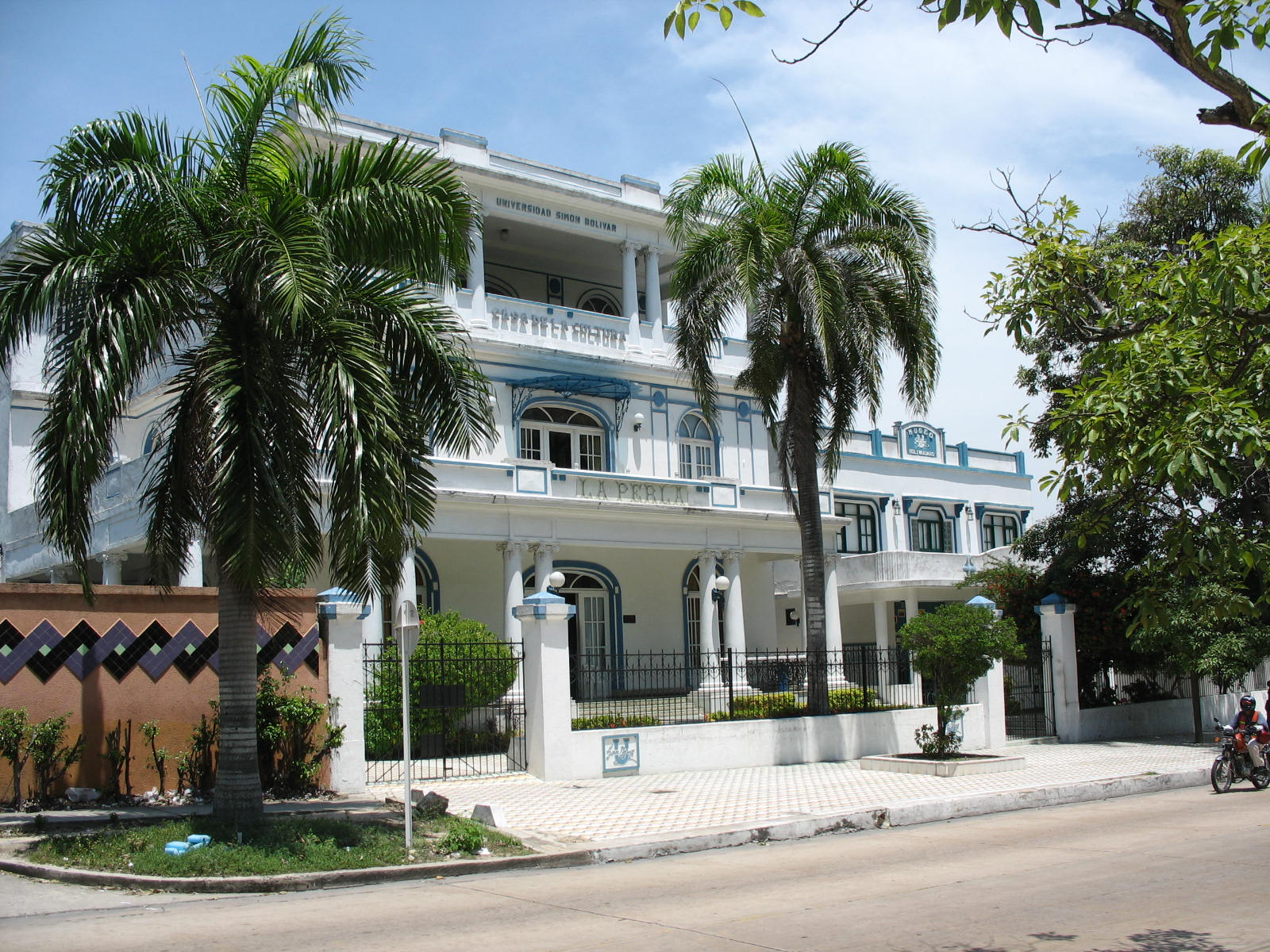
Cepeda Samudio escribió la mayoría de las historias de Los cuentos de Juana durante el tiempo en que habitó esta casa, conocida como La Perla (1958-1969).

### Vida personal
En 1955, a los veintiocho años, contrajo nupcias en la iglesia Nuestra Señora del Perpetuo Socorro con Teresa Manotas. Tuvieron dos hijos, Zoila Patricia (1955-2013) y Álvaro Pablo (1958-1985).
Cepeda Samudio tuvo dos hijos más con su gran amor Alba Torres: Darío (1955-1979) y Margarita (1962) con quienes tuvo una excelente relación hasta su muerte.

### Enfermedad y muerte
Si bien en su infancia había sido enfermizo, Cepeda Samudio gozaba de una vitalidad que asombraba y optó por regresar a Barranquilla. Comenzó a padecer dolores de cabeza que él mismo le atribuía al cigarrillo; sin embargo, la frecuencia de estas dolencias le obligó a visitar a su médico, quien le sugirió viajar de inmediato a Nueva York, ya que era muy probable que tuviera cáncer.
Al llegar se hospedó en el Hotel Warner, en Manhattan. Pocos días después fue internado en el Memorial Sloan–Kettering Cancer Center. Enviaba cartas a sus amigos contándoles en tono jocoso los pormenores de su estadía. "Hay veces, créemelo, que esta vaina de morir asusta", le escribió a Daniel Samper Pizano.
Alcanzó a entusiasmarse cuando le entregaron el primer ejemplar de Los cuentos de Juana. Los médicos tenían pensado darle de alta en tres días cuando le sobrevino la muerte. Falleció mientras dormía el 12 de octubre de 1972, al lado de su esposa y dos de sus cuatro hijos. Dos días después, sus restos mortales fueron trasladados a Barranquilla, donde recibió un entierro multitudinario el 15 de octubre. Escritores, periodistas, intelectuales y diarios nacionales lamentaron su partida, mientras que la alcaldía de la ciudad y la Gobernación del Atlántico decretaron honores fúnebres. Fue sepultado en el cementerio Jardines del Recuerdo.

## Obras
Cepeda Samudio incursionó en diversos oficios artísticos y comerciales durante su vida. Además de dedicar su tiempo a la literatura, el periodismo y el cine, fue vendedor de carros Ford (1950-1955) y electrodomésticos Westinghouse (1955-1958). También fue secretario general del Centro Artístico de Barranquilla (1951-1963).
Desde 1958 se vinculó al emporio familiar Santo Domingo, en cabeza de Julio Mario Santo Domingo, primero en labores administrativas y luego en la oficina de publicidad y relaciones públicas de la Cervecería Águila. Creó varios de los eslóganes más famosos de la marca, entre los que están Águila, sin igual y siempre igual; Porque la fiesta se hace con Águila; Sírvame un Águila, pero que sea volando, y Costeña-Costeñita, tan buena la grande como la chiquita. Durante diez años fue empleado de la empresa y luego pasó a ser asesor de la marca, desde su agencia Martens Publicidad.
En 1970, junto a Alberto Assa y otros personajes influyentes de la ciudad, creó el Instituto Experimental del Atlántico, un colegio para jóvenes de escasos recursos que suele ocupar los primeros lugares dentro del listado de las mejores de Colombia.

### Literatura
La obra literaria de Cepeda Samudio es considerada por la crítica como renovadora y precursora del boom latinoamericano. Su primer cuento, titulado Proyecto para la biografía de una mujer sin tiempo lo escribió a las 21 años, cuando trabajaba en el diario El Nacional. Sin embargo, su literatura tuvo un viraje más vanguardista a su regreso de estudiar en Estados Unidos, donde leyó a los escritores más importantes del momento en ese país.
Fue un escritor muy creativo, con voz propia, pero de escasa disciplina. La agente literaria Carmen Balcells le pidió en reiteradas ocasiones que le enviara sus escritos para poder publicarlos, pero Cepeda Samudio se excusaba:

“Y no he podido cumplir con ninguna de las promesas que te hice. Es decir, las literarias, porque lo que es el amor eterno sigue.”
Álvaro Cepeda Samudio: Carta a Carmen Balcells (1970).

Si bien escribió varios cuentos que publicó en las columnas de los diarios en los que trabajó, su obra está conformada principalmente por tres libros: Todos estábamos a la espera (1954), La casa grande (1962), y Los cuentos de Juana (1972).

#### Todos estábamos a la espera
Cepeda Samudio publicó el libro de cuentos Todos estábamos a la espera el 5 de agosto de 1954, a la edad de 28 años, como resultado de sus vivencias en Ciénaga y Nueva York. Su padrastro Rafael Bornacelli le dio el dinero necesario para la publicación, suma que ascendía a 500 pesos. En dos ocasiones anteriores, Bornacelli le había entregado la misma cantidad de dinero, pero Cepeda lo gastó con sus amigos.
El libro consta de ocho cuentos. Destacan Hoy decidí vestirme de payaso, Un cuento para Saroyan, y Todos estábamos a la espera. La pintora cartagenera Cecilia Porras, amiga de Cepeda, realizó las ilustraciones. Fue editado por la Librería Mundo y se vendió principalmente en Barranquilla, si bien algunos ejemplares llegaron hasta Bogotá. Veintiséis años después, en 1980, Plaza y Janés realizó una segunda edición con prólogo de Jacques Gilard y otros cuentos rescatados por el mismo Gilard y el periodista Daniel Samper Pizano.
La crítica hacia el libro fue favorable. Intelectuales como Hernando Téllez y Próspero Morales Padilla elogiaron la singularidad y limpieza de la prosa, al tiempo que destacaron su temática moderna, urbana, alejada del costumbrismo literario que reinaba en Colombia. Gabriel García Márquez, quien para la fecha trabajaba en el diario bogotano El Espectador, elogió la obra:

“Todos estábamos a la espera es, por mi modo de interpretar las cosas, el mejor libro de cuentos que se haya publicado en Colombia. A otros -tal vez a la mayoría- les parecerá discutible esta afirmación. Pero sin duda todos estarán de acuerdo en que es el más interesante.”
Gabriel García Márquez (fragmento).

De igual forma, Héctor Rojas Herazo afirmó que el libro recogía las mejores influencias contemporáneas. El crítico uruguayo Jorge Ruffinelli, en 1979, expresó que lo de Cepeda era una escritura vital. Jacques Gilard, por su parte, dijo que Todos estábamos a la espera era más que un ejercicio experimental: se trataba de cuentos definitivos, lúcidos, de magistral resolución.

#### La casa grande
Ocho años tardó Cepeda Samudio en escribir La casa grande, su única novela, publicada en 1962. Su trabajo como periodista y jefe de publicidad de Cerveza Águila ocupaban casi todo su tiempo. Aun así, en noviembre de 1958 publicó el primer capítulo, Los soldados, en la revista Mito, el 16 de abril de 1961 apareció el capítulo El Padre en el Magazine Dominical de El Espectador y finalmente, en julio de 1962, la novela fue presentada al público por cuenta de Ediciones Mito. Dedicó la obra a su amigo el pintor Alejandro Obregón.
La casa grande mezcla diversas voces que narran la Masacre de las Bananeras, aquel trágico evento ocurrido el 6 de diciembre de 1928, en Ciénaga, donde fueron asesinadas cientos de personas. Cepeda Samudio conoció la historia siendo muy niño, cuando vivía en esa población, a través de sus familiares y vecinos. Con los años, en la medida en que el siniestro adquiría una connotación nacional, fue ideando la forma de narrarla. García Márquez también haría lo propio en Cien años de soledad. 
La novela, rica en recursos literarios, tuvo muy buena recepción, pero poca tirada y mucha menos venta. Críticos y escritores como Ángel Rama, Claude Couffon, Isaac Cortizar y David H. Bost elogiaron su originalidad, su importancia como precursora del boom latinoamericano, y su consciencia política.

“Una novela fascinante por su escritura toda en diálogos secretos y misteriosos susurros como el Pedro Páramo de Juan Rulfo. Una historia de soledad, incesto y decadencia familiar, como Cien años de soledad, solo que anterior.”
Claude Couffon (1984).

También recibió algunas críticas negativas. Eduardo Camacho Guizado elogió el capítulo Los soldados, pero consideró confusa el resto de la obra, mientras que Darío Ruiz Gómez la calificó como una bella novelita que deja una sensación de vacío por lo que se dejó de hacer en ella. Con el tiempo La casa grande ha sido editada más de doce veces,  con traducciones al inglés, francés, alemán, ruso búlgaro, entre otros idiomas.
Durante la década de 1970 el cineasta mexicano Luis Alcoriza contempló dirigir una adaptación de la obra con la aprobación de Cepeda Samudio, pero el proyecto fue desechado porque Julio Mario Santo Domingo, quien daría el dinero para la producción, decidió no participar para no tener conflictos políticos con el nuevo presidente de Colombia, Misael Pastrana.

#### Los cuentos de Juana
Cepeda Samudio escribió Los cuentos de Juana durante la última década de su vida. Tenía treinta y seis años cuando comenzó a plasmarlos y alcanzó a ojear uno de los ejemplares en el Memorial Sloan–Kettering Cancer Center de Nueva York, días antes de su muerte. Los libros salieron al mercado póstumamente en 1972, de la mano de Ediciones Aco de Barranquilla, con ilustraciones de Alejandro Obregón.
La obra tiene veintidós cuentos cortos cuyos temas recurrentes son Barranquilla y el Caribe colombiano, visto a través de los ojos de Juana, un personaje multiforme que posee distintas características físicas, históricas o familiares, dependiendo de cada historia. Está inspirado en Joan Mansfield, una joven norteamericana que llegó a Barranquilla en septiembre de 1963 junto a varios integrantes de los Cuerpos de Paz, para ayudar a los colombianos más pobres; fueron amantes durante el tiempo en que ella estuvo en el país. En esas historias, Cepeda Samudio también describió a sus amigos y aficiones: Enrique Scopell, su hija Patricia Cepeda, Gabriel García Márquez, la escultora Feliza Bursztyn, el locutor Édgar Perea, el fútbol, entre otros.
Los cuentos de Juana no tuvieron buena acogida. Fueron calificados como una producción menor tanto por la crítica como por sus amigos. Alfonso Fuenmayor la tildó de desafortunada, mientras que Álvaro Medina consideró los cuentos como un simple divertimento del autor. Sin embargo, revisiones actuales de la obra son muy positivas: es vista como vanguardista y cuidadosa de las formas literarias, fiel al estilo urbano de Cepeda Samudio.
Uno de los cuentos inspiró la película Juana tenía el pelo de oro, dirigida por Luis Fernando Bottía y protagonizada por Fernando Solórzano, Xiomara Galeano y Ernesto Benjumea. El filme, estrenado en 2007, obtuvo distinciones en el Latino Film Festival de Chicago, el Festival Cines del Sur, en Oslo, y en el Festival Internacional de Cine de Calcuta.

### Periodismo

#### El Nacional (1947-1953)
La primera colaboración de Cepeda Samudio en el diario El Nacional tuvo lugar el 2 de mayo de 1947. El director Juan Devis Echandía lo invitó a formar parte del periódico de forma esporádica, y pocos meses después entró a trabajar como redactor de planta. Escribió varias columnas: Sketchs, de pocas entregas, y otras de opinión y humor. En El Nacional incursionó en el periodismo deportivo. El 1947 viajó a Guayaquil a cubrir el Campeonato Sudamericano de Fútbol y desde allí envió a Barranquilla varias crónicas, tanto de fútbol como de la vida de esa ciudad. Al año siguiente inició la columna En el margen de la ruta, con escritos de corte literario y algunos pocos de opinión.
En 1953, Devis Echandía le ofreció el cargo de director. Cepeda Samudio aceptó y El Nacional inició una transformación editorial e informativa, con una nueva columna titulada Séptimo círculo, colaboraciones de periodistas reconocidos y tiradas matutinas y vespertinas. Inició la modernización del diario junto a García Márquez, a quien llamó para que fuera su colaborador; sin embargo la experiencia fue amarga: el proyecto no prosperó, era difícil que El Nacional sacara las dos ediciones a tiempo, y los periodistas de planta se confabularon contra el nuevo estilo del periódico. Fue despedido en diciembre de ese mismo año.

#### Diario del Caribe (1961-1972)
Cepeda Samudio entró a trabajar como director del Diario del Caribe el 12 de octubre de 1961, poco después de que Mario Santo Domingo comprara el periódico. Llevaba más de cinco años sin ejercer la profesión, pero conservaba su idea de reformar el periodismo de Barranquilla y Colombia. En poco tiempo, el diario tuvo una diagramación novedosa, con muchas fotografías y titulares en rojo para destacar las noticias, además de una inmediatez que en ocasiones le permitía tener edición matutina y vespertina. También se publicaron más notas culturales y crónicas, con el propósito de diferenciarlo de El Heraldo. Bajo su mando estuvo su esposa Teresa, Plinio Apuleyo Mendoza, Arnaldo Valencia Conto, Hernando Gómez Oñoro, entre otros.
Como periodista, Cepeda Samudio es recordado por las crónicas que le hiciera a personajes como el compositor Leandro Díaz y al futbolista Garrincha, las cuales tuvieron repercusión nacional. Así mismo, sus editoriales eran cómicas, contundentes y polémicas, frecuentemente dirigidas a las personas pudientes de Barranquilla, a quienes calificaba como 'los Bobales' por su interés en crear comités y asociaciones que no tenían utilidad alguna. Desde 1963 llevó la columna Don Custodio, en las que, haciéndose pasar por un hombre canoso, de gafas y saco, opinaba con libertad y humor sobre los asuntos políticos de la ciudad.
Se retiró del Diario del Caribe el 10 de febrero de 1972, ya que tenía la intención de dedicarse por completo a la escritura y el cine. Fue reemplazado en el cargo por Francisco Posada de la Peña.

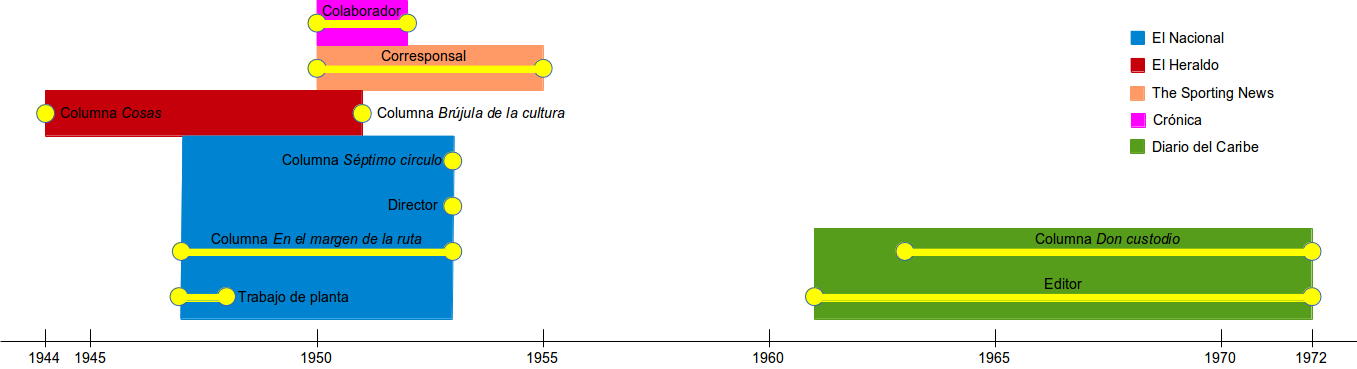
Cronología de los principales trabajos de Cepeda Samudio en el periodismo.

### Cine
Cepeda Samudio se aficionó al cine desde niño, cuando su padre Luciano le trajo desde Panamá una máquina para ver películas en casa. Años después, siendo estudiante de bachillerato, trabajó como acomodador en el cine Rex para poder ver gratis las cintas del momento. Durante sus estudios en Nueva York frecuentaba Thalia Cimena, el cual proyectaba cine independiente o películas que tardaban meses en llegar a Barranquilla. En 1957 fundó el primer cineclub de la ciudad en compañía de Carlos Dieppa; la primera función tuvo lugar el 18 de marzo en el teatro Metro, con la proyección de El placer, de Mark Ophuls. Cepeda Samudio dirigió el cineclub por los siguientes tres años.
Fundó, junto con Luis Ernesto Arocha, el Centro Cinematográfico del Caribe. Desde esta institución filmaron el Noticiero del Caribe en 1969, durante año y medio, el cual era proyectado en las salas de cine de Barranquilla. En 1970 filmaron un documental sobre el Carnaval de Barranquilla y dos años después filmaron tres documentales: Carnaval de Barranquilla, Barranquilla y el Atlántico, y La Subienda, que no fue finalizado.
Con frecuencia, sus columnas trataban sobre cine. Reseñó películas como La noche, de Michelangelo Antonioni; El Gatopardo, de Luchino Visconti; El ángel exterminador, de Luis Buñuel, Casablanca, de Michael Curtiz, entre otras.

#### La langosta azul (1954)
Desde 1950, Cepeda Samudio albergaba la idea de hacer cine. Durante una conversación con Gabriel García Márquez tuvo una idea que decidió filmar. Con el apoyo de Luis Vicens, fundador del Cinecub de Colombia, y Enrique Grau, quien para ese momento era escenógrafo de televisión, comenzó a rodar el cortometraje La langosta azul. La cinta fue realizada en 1954 en el corregimiento de La Playa, una vez descartaron hacerlo en Tolú. La producción, el guion, el montaje y la dirección, corrieron por cuenta de Cepeda Samudio, Vicens y Grau, con actuaciones de Cecilia Porras, Nereo López, Grau y el mismo Cepeda Samudio. Gabriel García Márquez revisó el guion, y, según Grau, su crédito aparece en copias posteriores de la cinta principalmente para darla a conocer al mundo.
La langosta azul es una película muda de ciencia ficción, rodada a blanco y negro, con una duración de veintiocho minutos y cuarenta y cinco segundos. Trata sobre un agente secreto estadounidense que llega a un pueblo con una misteriosa langosta azul radioactiva; su preocupación crece cuando pierde al animal, el cual busca desesperadamente por el lugar. Los habitantes entienden que la langosta representa un peligro para todos, aunque no entienden de qué manera.
El cortometraje tuvo varios estrenos en Barranquilla y participó en los festivales de cine de Biarritz, Huelva y Lyon, décadas después de su aparición. En 2013 fue presentada de nuevo en Barranquilla en el primer Festival Internacional de Cine de la ciudad, contando esta vez con musicalización.